# فرح نقفي
فرح نقفي (بالإنجليزية: Farah Naqvi)‏  كاتبة هندية، مستشارة وناشطة. خريجة دراسات عليا من جامعة كولومبيا، تعمل على حقوق الأقليات من منظوري العدالة والتنمية. كانت عضواً في المجلس الوطني الاستشاري. وهي عضو موسس في نيرانتر وهي منظمة غير حكومية تعمل في مجال النوع الاجتماعي والتعليم؛ عملت على تأسيس جريدة خبر لاهريا. كانت عضو مجلس إدارة في أوكسفام الهندية. عملت فرح أيضا في مجال الصحافة والإذاعة. ساعدت في إخراج فيلم The Colour of My Home (2018).

## الأعمال
- أمواج في المناطق النائية: رحلة جريدة (2007) من نشرISBN 978-81-89884-56-7 Zubaan Books
- العمل مع المسلمين: ما وراء البرقع وثلاثية الطلاق (2017) نشرته ISBN 9789383968244 Three Essays Collective[6]